# جیمز هاوکینز-ویتشد
جیمز هاوکینز-ویتشد (انگلیسی: James Hawkins-Whitshed؛ ۱۷۶۲ – اکتبر ۱۸۴۹ (۸۶−۸۷ سال)) افسر نیروی دریایی پادشاهی بریتانیا بود. او در طول جنگ انقلاب آمریکا، فرماندهی یک کشتی کوچک را در نبرد مارتینیک بر عهده داشت. او تحت فرماندهی سر جان جرویس در مدیترانه خدمت کرد و در طول جنگ‌های انقلاب فرانسه در نبرد کیپ سنت وینسنت شرکت داشت.
پس از ارتقاء به درجه افسر پرچم، هاوکینز-ویتشد فرمانده کل نیروهای دریایی ایرلند و سپس فرمانده کل ایستگاه کورک در طول جنگ‌های ناپلئونی شد. پس از پیروزی در جنگ با فرانسه، او به عنوان فرمانده نیروهای مسلح پورتسموث خدمت کرد.